# Карачаус
Карачаус (рум. Caraceauş) — солоний лиман лагунного типу з групи Тузловських лиманів. Загальна площа лагуни — 76 га. Знаходиться на південний захід від лиману Алібей, в районі села Ройлянка, Білгород-Дністровського району Одеської області. Відмежена від лиману Алібей піщаною косою.
Озеро входить до складу Національного природного парку «Тузловські лимани».